# Ralf-Dieter Fischer
Ralf-Dieter Fischer (* 12. Mai 1948 in Sieverstedt; † 19. Januar 2025) war ein deutscher Rechtsanwalt, Hamburger Politiker (CDU) und seit 1982 Mitglied der Hamburgischen Bürgerschaft.

## Leben und Beruf
Ralf-Dieter Fischer, Sohn von Edith-Ursula Fischer, geborene Rose, und des Versicherungs-Kaufmanns Erich-Willi Fischer, wuchs in den Hamburger Stadtteilen Wilhelmsburg und Neugraben-Fischbek auf. Er besuchte die Grundschule Rotenhäuser Damm und das Gymnasium Wilhelmsburg, das er 1969 mit dem Abitur verließ. Er studierte an der Universität Hamburg Rechtswissenschaften und legte 1975 die erste und 1977 die Große bzw. zweite juristische Staatsprüfung ab. Fischer war ab 1977 als Rechtsanwalt tätig. 1978 bis 1982 war er für die CDU Mitglied der Justizdeputation Hamburg.
Er war verheiratet mit der ehemaligen Bürgerschaftsabgeordneten Lydia Fischer, geborene Hornbacher, und hatte mit ihr die Töchter Brit-Meike und Treeske.

## Politik
Fischer war seit 1972 Mitglied der CDU. In der Hamburgischen Bürgerschaft saß er von 1982 bis 1997. Zur Bürgerschaftswahl 1997 wurde statt Fischer Carsten-Ludwig Lüdemann nominiert. Einer der Gründe für die Nichtnominierung war die sogenannte Abrechnungs-Affäre, in deren Folge er 1998 zur Zahlung von 35.700 Mark an einen ehemaligen Mandanten verurteilt wurde. Fischer hatte seine Dienste nicht korrekt abgerechnet und soll außerdem Informationen über seinen Mandanten an den damaligen Justizsenator Klaus Hardraht weitergegeben haben. In der Bürgerschaft war Fischer unter anderem Mitglied im Ausschuss für Verfassung, Geschäftsordnung und Wahlprüfung sowie im Sportausschuss. Zudem war er Vorsitzender des Rechtsausschusses.
Fischer war seit 2001 Kreisvorsitzender der Harburger CDU und seit 2004 Fraktionsvorsitzender in der Bezirksversammlung Hamburg-Harburg. Zur Bezirksversammlungswahl 2001 kandidierte er für den ersten Listenplatz, unterlag jedoch Helga Stöver und verzichtete daraufhin ganz auf eine Kandidatur. Bei der Bundestagswahl 2005 war er Direktkandidat im Wahlkreis Bergedorf–Harburg, erhielt jedoch weniger Stimmen als Hans-Ulrich Klose von der SPD.
Fischer vertrat 2015 zwei christdemokratische Kommunalpolitiker aus Harburg, die gegen ungleiche Stimmengewichtung bei den Bezirkswahlen im Mai 2014 geklagt hatten, vor dem Hamburger Verfassungsgericht. Die Beschwerde wurde im Januar 2016 vom Verfassungsgericht abgewiesen.
Nach der Wahl zur Bezirksversammlung im Jahr 2024 schied Fischer aus der aktiven Politik aus.